# Cistină
Cistina sau L-cistina este un compus format prin condensarea a două molecule de cisteină, prin formarea unei legături disulfurice. Este un solid alb, puțin solubil în apă. Compusul are numărul E E921.